# نظام غذائي نباتي

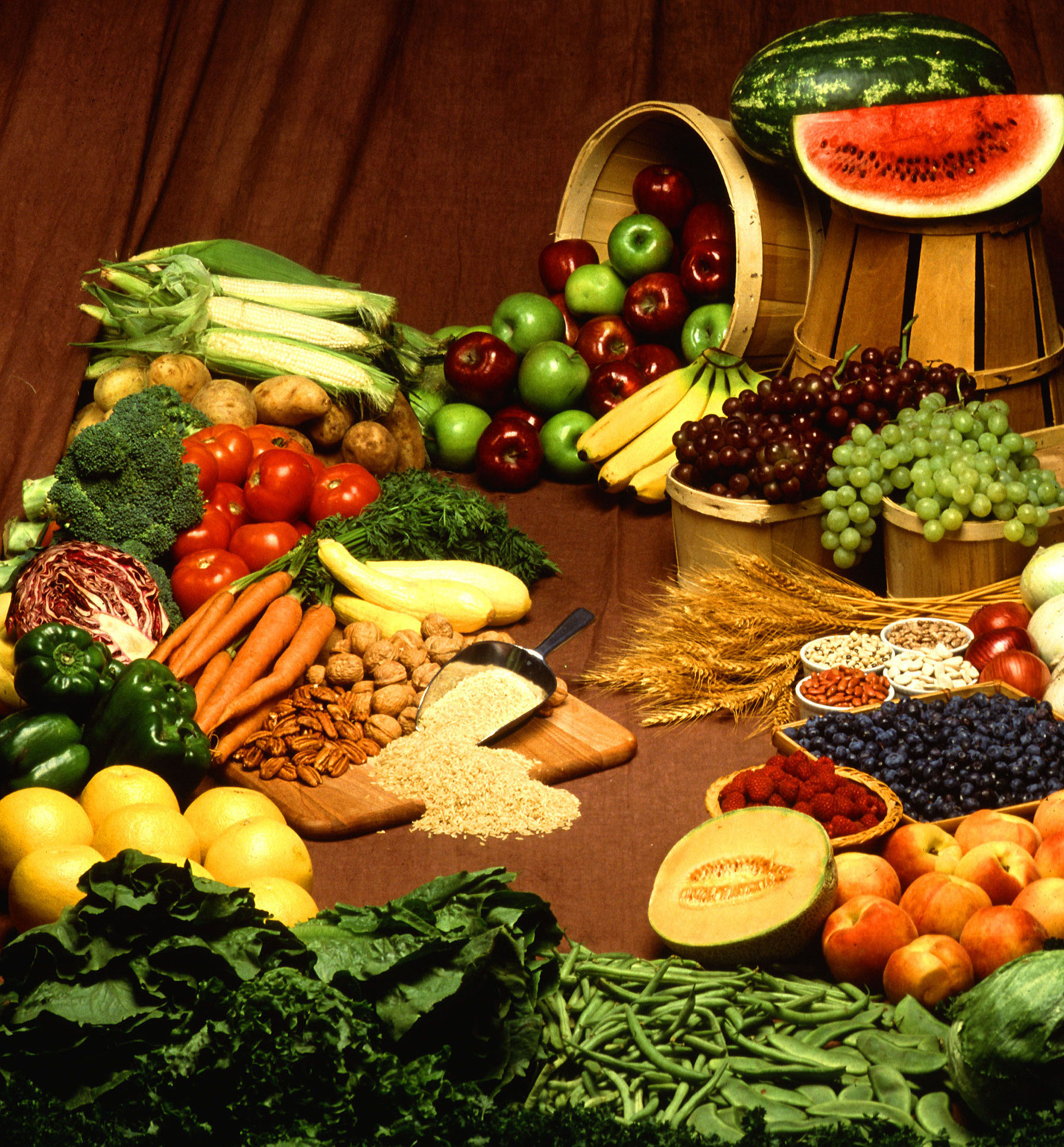
غذاء للبشر من مصادر نباتية

النظام الغذائي النباتي (بالإنجليزية: Plant-based diet)، هو نظام غذائي يعتمد على الأطعمة المشتقة من النباتات، بما فيها من الخضراوات والحبوب الكاملة والمكسرات والبذور والبقوليات والفاكهة، ولكن مع القليل أو بدون المنتجات الحيوانية.
لقد تغير استخدام العبارة مع مرور الوقت، ويمكن العثور على أمثلة لعبارة «النظام الغذائي النباتي» تشير إلى الأنظمة الغذائية النباتية؛ التي لا تحتوي على أطعمة حيوانية المصدر، وإلى الوجبات النباتية التي تشمل البيض ومنتجات الألبان ولكن لا تشمل اللحوم، وإلى الوجبات الغذائية مع كميات متفاوتة من الأطعمة التي تعتمد على الحيوانات، مثل النظم الغذائية شبه نباتية التي تحتوي على كميات صغيرة من اللحوم.
ولقد قُدِّر في أوائل ال2000 أن أربعة مليارات من الناس يعيشون بالدرجة الأولى على النظام الغذائي النباتي، وبعضهم بسبب القيود الناتجة بسبب نقص الأراضي الزراعية والمياه العذبة وموارد الطاقة.

## الدافع والانتشار
في بداية القرن الواحد والعشرين، قدّر أن حوالي 4 مليارات شخص يعيشون بشكل أساسي على نظام غذائي نباتي، بعضهم باختيارهم والبعض الآخر بسبب القيود الناجمة عن نقص المحاصيل والمياه العذبة والموارد الطاقية. الدوافع الرئيسية لاتباع النظام الغذائي النباتي تتراوح بين الطموحات الصحية، والطعم، ورفاهية الحيوانات، والقلق البيئي، وفقدان الوزن. في الولايات المتحدة الأمريكية، يتخذ الناس إجراءات فردية لمكافحة التغير المناخي من خلال نظامهم الغذائي. 26% من الذين يتبعون نظامًا غذائيًا نباتيًا يفعلون ذلك بسبب «القلق» من الاحترار العالمي، الذي يُعرّفه برنامج ييل للتواصل بشأن تغير المناخ بأنه الأشخاص المقتنعون بأن تغير المناخ يحدث، وأنه من صنع الإنسان، وأنه يشكل تهديدًا عاجلًا و27% يتبعون نظامًا غذائيًا نباتيًا لأنهم مهتمون، إذ يعتقدون أن الاحترار العالمي هو تهديد حقيقي وجاد وأن الإنسان هو السبب فيه، ولكنهم يظنون أن آثار التغير المناخي ستحدث في المستقبل البعيد بما يكفي لتكون مسألة ذات أولوية أقل.

## الإرشادات الصحية والأبحاث
يُعتبر النظام الغذائي النباتي مهم في الوقاية من الأمراض المزمنة وعلاجها. قالت الجمعية البريطانية للتغذية إن النظام الغذائي النباتي «يمكن أن يدعم الحياة الصحية في جميع الأعمار والمراحل الحياتية»، ولكن كما هو الحال مع أي نظام غذائي آخر، يجب أن يُخطط له بشكل مناسب. أصدرت حكومة كندا ومؤسسة القلب والسكتة الدماغية في كندا إرشادات لعام 2024 بشأن تخطيط الوجبات باستخدام مصادر البروتين النباتي، بما في ذلك أفكار للقوائم لاستبدال اللحوم بالأطعمة النباتية.

### جودة النظام الغذائي
ليست جميع الأطعمة النباتية صحية بنفس القدر. فعلى وجه الخصوص، يمكن اعتبار الأنظمة الغذائية النباتية التي تشمل الحبوب الكاملة كمصدر رئيسي للكربوهيدرات، والدهون غير المشبعة كأهم مصدر للدهون الغذائية، والكثير من الفواكه والخضروات، والدهون الصحية من الأحماض الدهنية (n-3) نظامًا غذائيًا صحيًا.
مع توفر الأطعمة النباتية المصنعة مثل البرغر النباتي أو قطع الدجاج المشابهة، هناك أيضًا قلق من أن الأنظمة الغذائية النباتية التي تشمل هذه الأطعمة قد تصبح أقل صحة.
في الممارسة العملية، يبدو أن الأشخاص الذين يتبعون نظامًا نباتيًا من نوع لاكتو-أوفو (يشمل البيض والحليب) أو نباتيًا بالكامل لديهم جودة غذائية أعلى بشكل عام مقارنةً بمن لا يتبعون نظامًا نباتيًا. والسبب في ذلك هو الالتزام الأقرب لتوصيات المنظمات الصحية بشأن استهلاك الفواكه والحبوب الكاملة والمأكولات البحرية والبروتين النباتي والصوديوم. قد تفسر الجودة الغذائية الأعلى لدى النباتيين بشكل كامل بعض النتائج الصحية الإيجابية مقارنةً بمن لا يتبعون النظام النباتي.

### فيتامين ب 12
الأطعمة النباتية ليست مصدرًا موثوقًا لفيتامين ب 12 بشكل افتراضي. إن نقص فيتامين ب 12 مرتبط بعدد من الحالات الصحية وهو أساسي لصحة الإنسان. يجب على أولئك الذين يتبعون نظامًا غذائيًا نباتيًا بالكامل ضمان الحصول على كميات كافية من فيتامين ب 12 من خلال المكملات أو تناول الأطعمة المدعمة، مثل الحليب النباتي المدعم أو الزبادي النباتي، والخميرة الغذائية، أو الحبوب المدعمة.
حتى أولئك الذين يتبعون نظامًا غذائيًا نباتيًا يشمل كمية صغيرة من المنتجات الحيوانية في خطر متزايد من تناول كميات أقل من فيتامين ب 12 مقارنةً بالكمية الموصى بها إذا لم يتناولوا المكملات أو الأطعمة المدعمة بانتظام.

### الوزن
تظهر الدراسات الملاحظة أن الأنظمة الغذائية النباتية تحتوي على طاقة أقل مقارنةً بالأنظمة الغذائية غير النباتية، وعادةً يكون لدى النباتيين مؤشر كتلة جسم أقل من غير النباتيين.
وجدت مراجع لبحوث أولية أن الأنظمة الغذائية النباتية المتبعة لمدة 18 أسبوعًا أو أكثر قللت الوزن بمقدار يتراوح بين 2-3 كجم، بينما أدت الأنظمة الغذائية النباتية المتبعة لمدة 12 أسبوعًا أو أكثر إلى تقليل الوزن بمقدار 4 كجم.
في الأشخاص الذين يعانون من السمنة، أظهرت مراجعة عام 2022 أن الأنظمة الغذائية النباتية حسّنت من التحكم في الوزن، ومستويات الكوليسترول LDL، والكوليسترول الكلي، وضغط الدم، ومقاومة الإنسولين، وسكر الدم أثناء الصيام.

### مرض السكري
تشير بعض المراجعات إلى أن الأنظمة الغذائية النباتية التي تشمل الفواكه والخضروات والحبوب الكاملة والبقوليات والمكسرات ترتبط بانخفاض خطر الإصابة بالسكري.
لذلك، تُجرى أبحاث سريرية عن تأثيرات النظام النباتي والنباتي بالكامل على مرض السكري من النوع 2، فقد أظهرت النتائج الأولية تحسنًا في الوزن والمعايير الحيوية لمتلازمة التمثيل الغذائي.
عندما كان التركيز على الأطعمة الكاملة، لوحظ تحسن في معايير مرض السكري، بما في ذلك تقليل السمنة. في الأشخاص المصابين بالسكري، ارتبط النظام الغذائي النباتي أيضًا بتحسن الرفاهية العاطفية والجسدية، وتخفيف الاكتئاب، وزيادة جودة الحياة، وتحسن الصحة العامة.
ذكر الكلية الأمريكية للطب الحياتي أن النظام الغذائي يمكن أن يؤدي إلى شفاء العديد من البالغين المصابين بالسكري من النوع 2 عندما يستخدم كأول تدخل غذائي يعتمد على الأطعمة النباتية الكاملة مع الحد الأدنى من استهلاك اللحوم والمنتجات الحيوانية. ومع ذلك، لا يزال هناك حاجة إلى المزيد من الدراسات السريرية العشوائية لتقييم التدخلات الغذائية النباتية المستدامة باستخدام الأطعمة الكاملة أو المعالجة بشكل طفيف، كوسيلة رئيسية لعلاج مرض السكري بهدف الشفاء.

### السرطان
ترتبط الأنظمة الغذائية النباتية بتقليل خطر الإصابة بسرطان القولون والمستقيم وسرطان البروستاتا. والأنظمة الغذائية النباتية مرتبطة بانخفاض الإصابة الإجمالية بالسرطان بنسبة 8%. ويبدو أن النظام النباتي يقلل من خطر الإصابة الإجمالي بالسرطان بنسبة 15%. ومع ذلك، لم يُلاحظ تحسن في معدل وفيات السرطان.

### الميكروبيوم
تشير الدراسات الأولية إلى أن النظام الغذائي النباتي قد يحسن ميكروبيوم الأمعاء.

### الأمراض القلبية الوعائية
أظهرت مراجعة عام 2022 للدراسات الاستطلاعية أن الأنظمة الغذائية النباتية مرتبطة بتقليل خطر الإصابة بالأمراض القلبية الوعائية بنسبة 15%، وتقليل خطر الإصابة بأمراض الشرايين التاجية بنسبة 21%، لكن لم يكن لها تأثير على خطر الإصابة بالسكتة الدماغية، أما بالنسبة للأنظمة النباتية، فقد لوحظ تقليل خطر الإصابة بأمراض الشرايين التاجية فقط.
مراجعات أخرى وجدت أن الأنظمة الغذائية النباتية، بما في ذلك الأنظمة النباتية والنباتية بالكامل، قد تقلل من خطر الإصابة بالأمراض القلبية الوعائية، بما في ذلك ضغط الدم ومستويات الدهون في الدم. وأظهرت التجارب السريرية العشوائية أن الانخفاض في ضغط الدم (حوالي 4 مم زئبق) المرتبط بنظام غذائي نباتي بدون قيود سعرات حرارية يعادل الانخفاضات التي لوحظت مع ممارسات غذائية موصى بها من قبل الجمعيات الطبية واستخدام الأنظمة الغذائية المحكومة بالحجم.
تشير الأدلة الأولية إلى أن الأشخاص الذين يتبعون نظامًا نباتيًا طويل الأمد يظهرون تحسنًا في عوامل الخطر القلبية والتمثيل الغذائي.

### صحة العظام
تظل تأثيرات النظام الغذائي النباتي على صحة العظام غير حاسمة. تشير الأبحاث الأولية إلى أن تناول النظام الغذائي النباتي قد يرتبط بانخفاض كثافة العظام، وهو عامل خطر للإصابات.

### الالتهابات
تُدرس الأنظمة الغذائية النباتية لاحتمالية قدرتها على تقليل الالتهابات. قد يقل مستوى البروتين التفاعلي C – وهو علامة حيوية للالتهابات، عند تناول النظام الغذائي النباتي، خاصة في الأشخاص المصابين بالسمنة.

### الوفاة
أظهرت مراجعة لعام 2020 أن الأنماط الغذائية التي تعتمد على تناول الخضروات والفواكه والبقوليات والمكسرات والحبوب الكاملة والزيوت النباتية غير المشبعة والأسماك واللحوم الخالية من الدهون والدواجن، مع تقليل استهلاك اللحوم المصنعة ومنتجات الألبان عالية الدهون والكربوهيدرات المكررة أو الحلويات، ترتبط بانخفاض خطر الوفاة من جميع الأسباب.

### الأداء البدني
في تحليل تلوي نُشر في 2023، تبين أن الأنظمة الغذائية النباتية لها تأثير إيجابي معتدل على الأداء الهوائي وليس لها تأثير على الأداء في القوة البدنية.